# 下立松原神社
下立松原神社（しもたてまつばらじんじゃ）は、千葉県南房総市にある神社である。
同名社が旧白浜町と旧千倉町に2社ある。いずれも*天日鷲命を主祭神とし、式内社「安房国朝夷郡 下立松原神社」の後裔社を称している。長らく論争となっていたが、結局どちらにも決め手がなく、そのままとなっている。
どちらの社伝でも、天富命とともに安房に渡り当地を開拓した天日鷲命の孫の由布津主命が、神武天皇元年に天日鷲命を祀ったのに始まると伝えている。

## 白浜町の下立松原神社
南房総市白浜町の下立松原神社は、天日鷲命・天太玉命・天富命・伊弉諾命・伊弉册命を主祭神とし、阿八別彦命・須佐之男命を配祀するほか、近隣の神社の合祀により以下の18柱の神をあわせ祀る。
- 住吉大神
- 高倉彦命
- 大麻産靈命
- 高雷命・闇雷命
- 高皇産靈神・神皇産靈神
- 倭健命
- 柿本人丸
- 高靇命・闇靇命
- 天忍日命
- 天照皇大神
- 磯根御気姫命 - 大麻比古命の妻
- 衣通比売命
- 木花開耶姫命
- 金山彦命
- 菅原道真

『義経記』には、石橋山の合戦に敗れた源頼朝は安房に逃げのびたが、まず洲崎神社に参拝した後、瀧口大明神（当社）で一夜を明かしたとある。江戸時代以前には「小鷹明神」「瀧口明神」と称していた。
天富命らが安房に上陸したとき、当地には鹿が多く住民が困っていたので鹿狩りをしたという伝承があり、それに因んで旧暦11月26日から10日間、神事として神狩祭が行われる。
拝殿の右側に天御中主命を祀る天神社がある。式内社であるが、昭和3年に当社に合祀された。元の天神社の社殿は当社境内に移築され神輿殿として使われていたが、後に神輿殿が別に作られ、改めて天神社社殿とした。

## 千倉町の下立松原神社
南房総市千倉町の下立松原神社は、天日鷲命・木花開耶姫命・月夜見命を主祭神とする。
鎌倉に幕府を開いた源頼朝が、当社の末社・御霊白幡神社に源頼義・義家の木像と薬師如来の像、頼朝自らが書写した大般若経600巻を奉納した。大般若経は明和9年（1772年）に経塚に納められた。